# La Neuveville-lès-Raon
Pour les articles homonymes, voir Laneuveville.
La Neuveville-lès-Raon est une ancienne commune du département des Vosges en région Grand Est. Elle est fusionnée à celle de Raon-l'Étape depuis 1947.

## Géographie
La Neuveville-lès-Raon est située sur la rive gauche de la Meurthe.

## Toponymie
Anciennes mentions : la Nueveville de Ravon (1279), In Villa nova ultra aquam (1312), Nova villa ante Rawonem (1386), La Neufville devant Rawon (1481), La Nuefville devant Ravon (1490), La Neufveville lez Raon (1572), La Neuville (1594), La Neuville lez Raon (1656), La Neuveville contre Ravon (1695), Le village de la Neufville dit les Raon (1706).
Le toponyme signifie « nouveau village » : il est caractéristique de l'implantation d'un « nouveau domaine » au Moyen Âge.

## Histoire

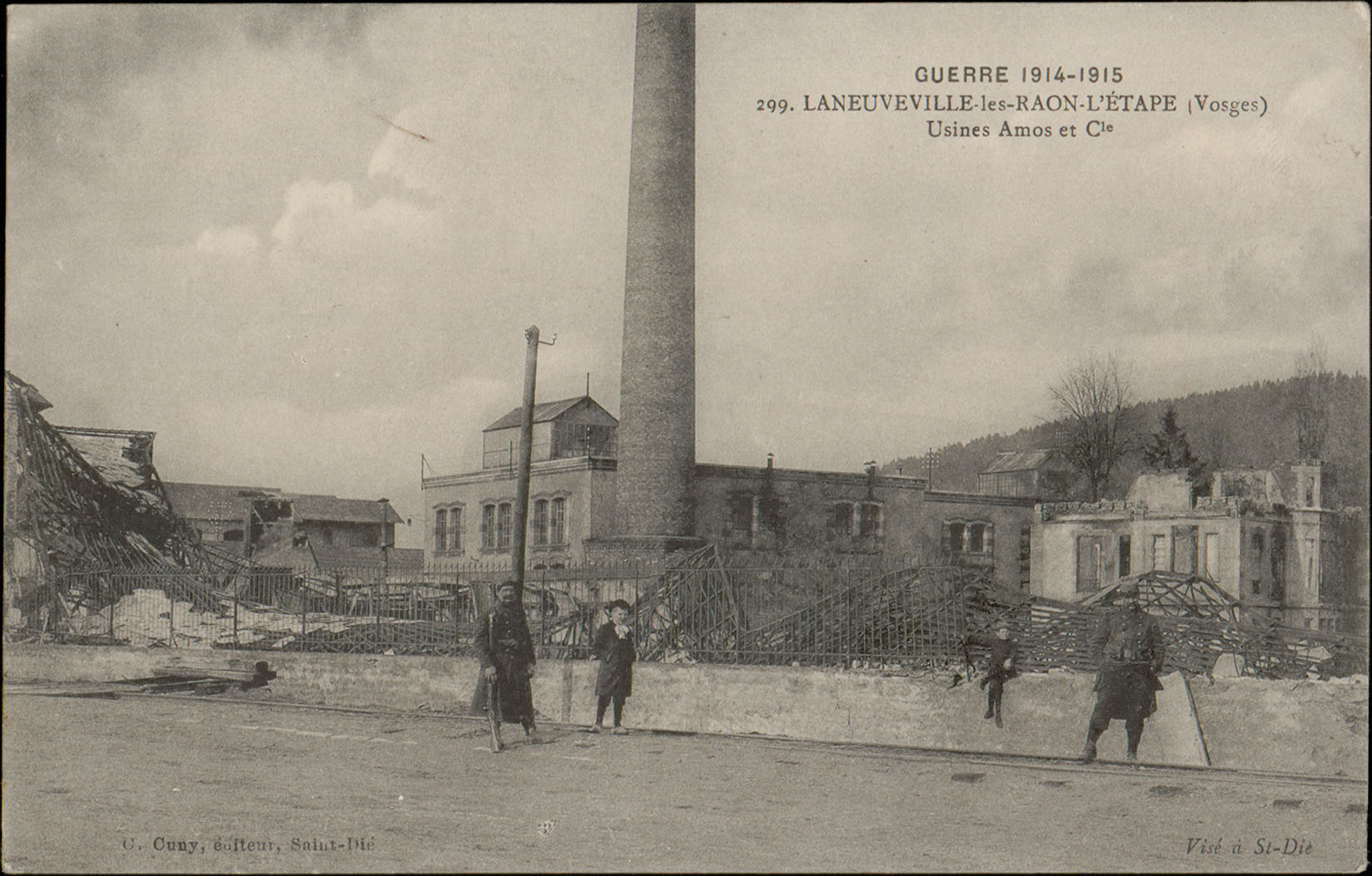
Anciennes usines Amos & Cie.

La Neuveville-lès-Raon dépendait du duché de Lorraine dans le bailliage de Saint-Dié.
Cette commune est décorée de la croix de guerre 1914-1918 le 21 octobre 1920.
Le 12 avril 1947, la commune de La Neuveville-lès-Raon est rattachée à celle de Raon-l'Étape sous le régime de la fusion simple,.

## Démographie
| 1793 | 1800 | 1806 | 1821 | 1831  | 1836  | 1841  | 1846  | 1856  |
| ---- | ---- | ---- | ---- | ----- | ----- | ----- | ----- | ----- |
| 630  | 660  | 801  | 867  | 1 202 | 1 242 | 1 254 | 1 268 | 1 204 |

| 1861  | 1866  | 1876  | 1881  | 1886  | 1891  | 1896  | 1901  | 1906  |
| ----- | ----- | ----- | ----- | ----- | ----- | ----- | ----- | ----- |
| 1 276 | 1 390 | 1 656 | 1 833 | 1 997 | 2 149 | 2 360 | 2 704 | 3 019 |

| 1911  | 1921  | 1926  | 1931  | 1936  | - | - | - | - |
| ----- | ----- | ----- | ----- | ----- | - | - | - | - |
| 3 386 | 2 928 | 3 077 | 3 026 | 3 044 | - | - | - | - |

## Lieux et monuments

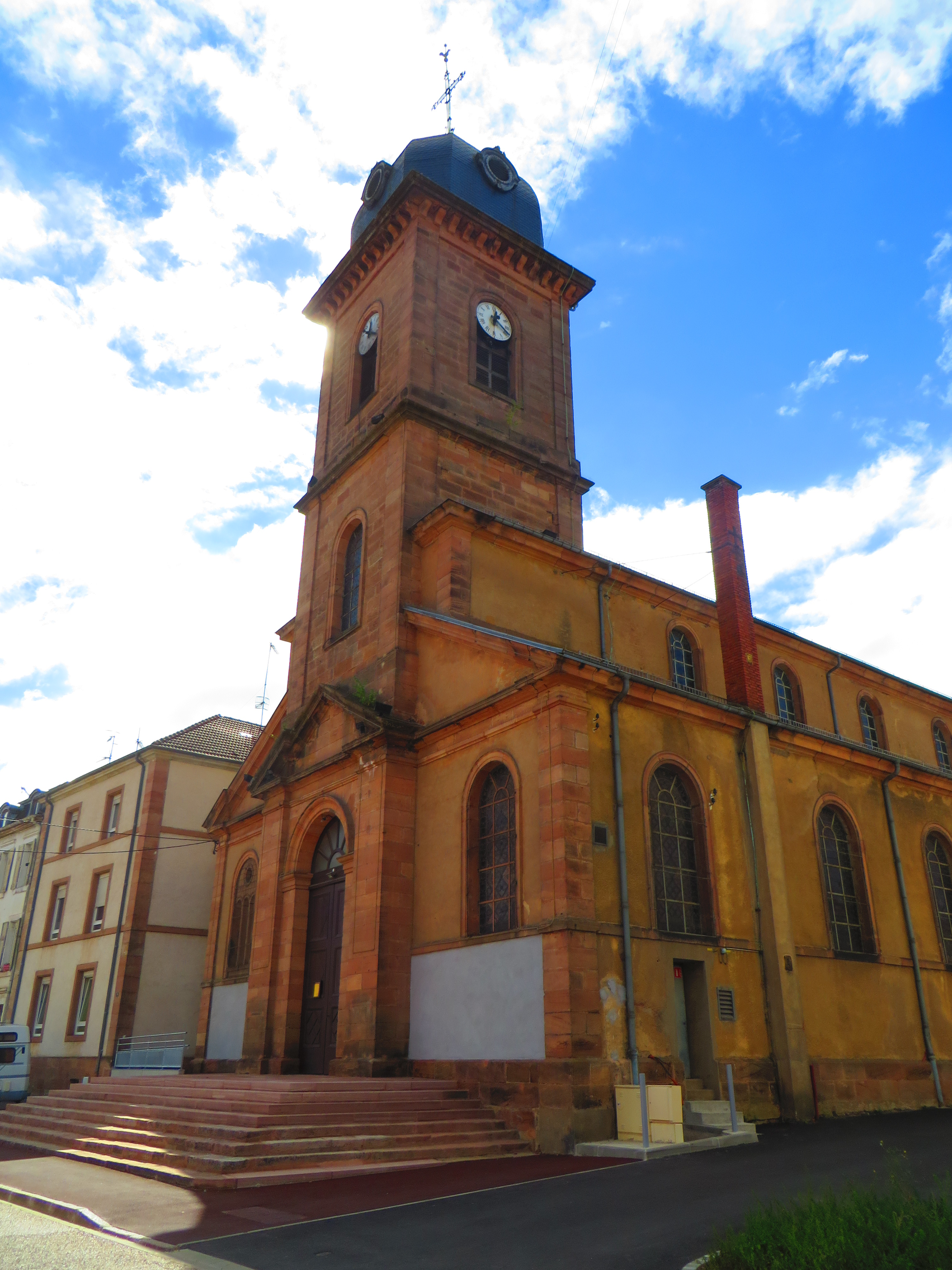
Église Saint-Georges.
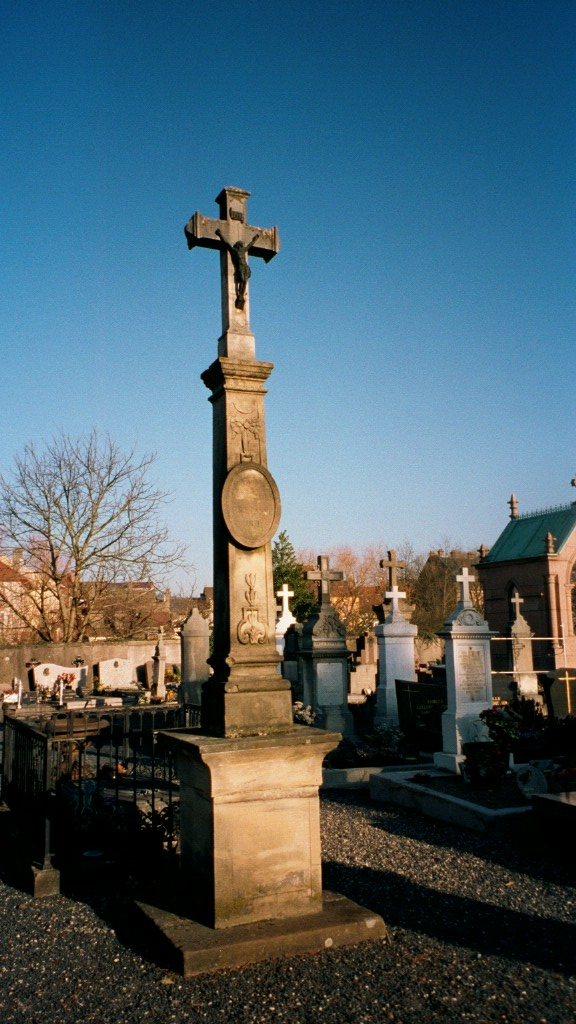
Croix du cimetière en grès jaune.
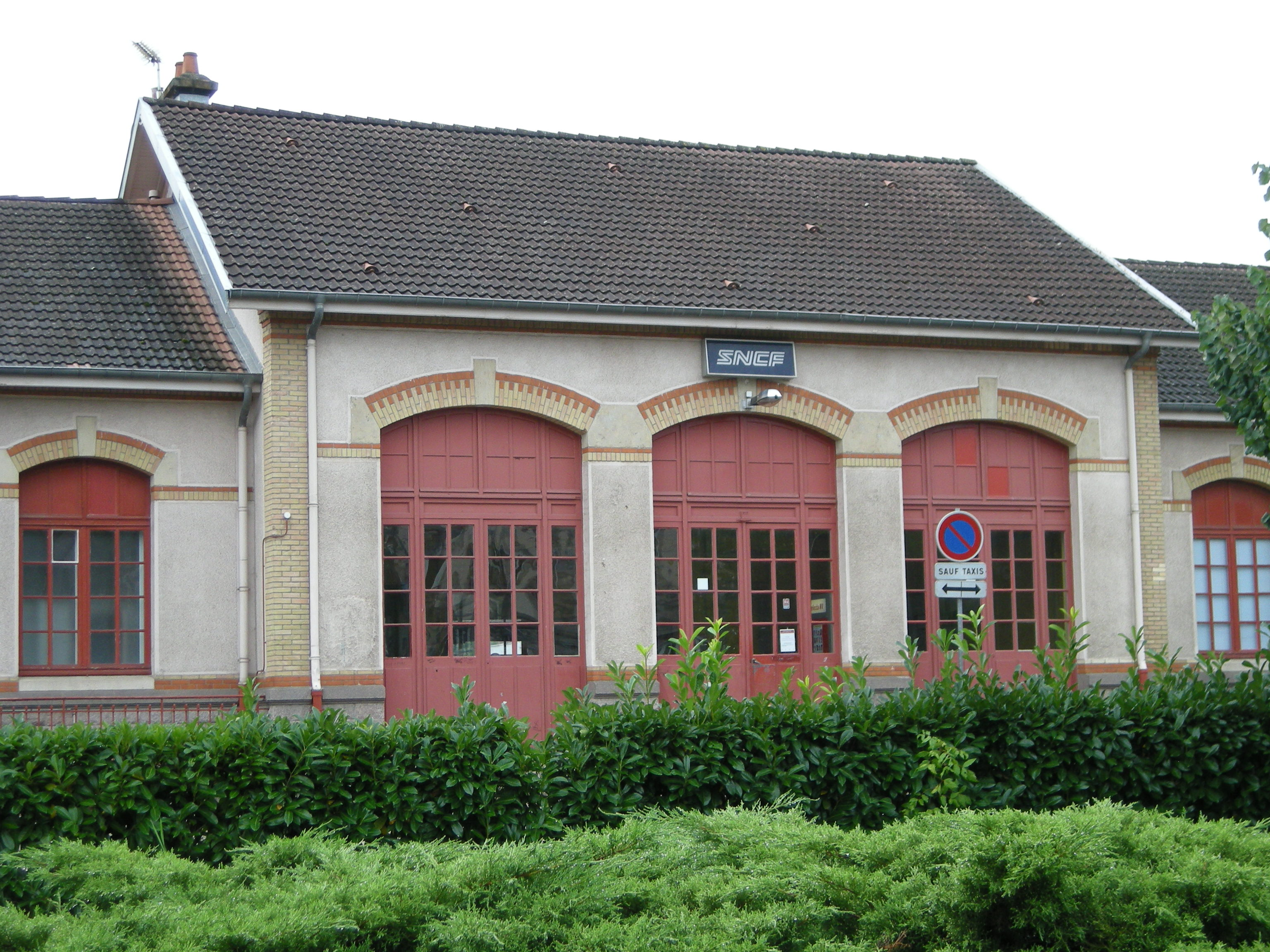
Gare.